# Srđan Grabež
Srđan Grabež (in serbo Срђан Грабеж?; Apatin, 2 aprile 1991) è un calciatore serbo, difensore dello Sloga Doboj.